# 明日があるさ (音楽バラエティ番組)
『明日があるさ』（あしたがあるさ）は、1964年4月27日から同年11月4日まで日本テレビ系列局で放送されていた日本の音楽バラエティ番組。全25回。日本楽器（現・ヤマハ）の一社提供。

## 概要
坂本九がホストを務めたミュージカル仕立ての番組で、彼の歌を中心とする構成を取っていた。坂本が学校・職場めぐりをしたり、中村八大作曲の「今月の歌」などが入ったりしていた。坂本のヒットソング「明日があるさ」をヒントにした番組で、同曲の作詞を手掛けた青島幸男が出演していた。
番組の終了後、日本楽器提供枠は火曜21:30 - 22:00へ移動し、ここで次の提供番組『アッちゃん』がスタートした。

## 放送時間
いずれも日本時間。
- 月曜 18時15分 - 18時45分（1964年4月27日 - 1964年7月6日）
- 水曜 19時00分 - 19時30分（1964年7月15日 - 1964年11月4日）

## 出演者
- 坂本九
- 大貫あけみ
- 九重佑三子
- 青島幸男
- ジャニーズ
- クール・キャッツ
- 園まり
- ほか

## 演出
- 秋元近史